# شوگو ماتسو
شوگو ماتسو (انگلیسی: Shogo Matsuo؛ زادهٔ ۲۸ ژوئیهٔ ۱۹۸۷) بازیکن فوتبال اهل ژاپن است.